# Лобачёв, Виктор Васильевич
Виктор Васильевич Лобачёв (1907, Хрястолово, Московская область — 1970, Подольск, Московская область) — советский партийный и государственный деятель, председатель исполкома горсовета Подольска Московской области с 1938 по 1941 и с 1946 по 1959 год.

## Биография
Родился в деревне Хрястолово Подольского уезда в 1907 году в крестьянской семье. Закончил четырёхлетнюю школу в Сынково. Вступил в комсомол в 1923 году, вскоре стал секретарём Сынковского РКСМ. В 1925 году переехал в Подольск, где устроился на работу сборщиком швейных машин на механический завод имени М. И. Калинина, также продолжал комсомольскую деятельность на предприятии, в 1933 году стал заместителем секретаря заводского ВЛКСМ. В сентябре 1934 года по рекомендации городского комитета ВКП(б) назначен секретарём комсомола завода имени Орджоникидзе, впоследствии стал председателем завкома профсоюза.
В 1935 году заводские комсомольцы под его руководством первыми в Подольском районе поддержали стахановское движение. В 1938 году Лобачёв был избран председателем исполкома Подольского городского Совета депутатов трудящихся, где работал до лета 1941 года. После начала Великой Отечественной войны был призван в Советскую армию, участвовал в обороне Москвы. В 1942 году в боях под городом Старая Русса получил тяжёлое ранение, после госпиталя воевал на Курской дуге, затем служил заместителем начальника политотдела 9-й гвардейской воздушно-десантной дивизии. Участвовал в сражениях на Украине, в Польше и в Германии.
В 1943 году был награждён Орденом Красной Звезды. В 1946 году демобилизовался из армии, устроился на работу председателем завкома профсоюза завода Орджоникидзе, однако вскоре был вновь избран председателем исполкома Подольского горсовета, находился в должности до 1959 года. С 1959 по 1968 год работал директором Подольского аккумуляторного завода. Умер в 1970 году.

## Память
В честь Виктора Васильевича названа улица в Подольске, на которой расположены корпуса Подольского аккумуляторного завода. На фасаде административного здания предприятия установлена мемориальная доска.